# Ainsi soit-il (chanson de Demis Roussos)
Pour les articles homonymes, voir Ainsi soit-il.
Singles de Demis Roussos
Mourir auprès de mon amour
(1977) That Once in a Lifetime (en)
(1978)
Ainsi soit-il est une chanson du chanteur grec Demis Roussos, parue sur son premier album francophone du même nom. Elle est sortie en septembre 1977 chez Philips Records en tant que deuxième single de l'album.
Il s'agit de la deuxième chanson francophone du chanteur à rencontrer le succès, atteignant la cinquième place des ventes en France et le top 10 dans le hit-parade francophone en Belgique. Le 45 tours s'est écoulé à plus de 300 000 exemplaires en France.

## Contexte
À la suite du succès de Mourir auprès de mon amour en France au début 1977, Demis Roussos a enregistré des chansons supplémentaires en français, dont Ainsi soit-il, et les a incluses sur son premier album francophone du même nom, Ainsi soit-il. La chanson est écrite par Martial Carcelès et Célestin Ganou sur une musique d'Alec R. Costandinos. L'enregistrement est réalisé par Niko Papathanassiou, le frère de Vangelis.
Une version enregistrée par Roussos en italien sous le titre E così sia est sortie la même année en Italie et atteint la 27e place du hit-parade,.

## Liste des titres
| A. | Ainsi soit-il            | 3:43 |
| B. | Un cœur qui bat pour toi | 2:46 |

## Crédits
- Demis Roussos – chant
- Alec R. Costandinos – composition
- Célestin Ganou – paroles
- Martial Carcélès – paroles
- Raymond Donnez – arrangements
- Jean Claudric – arrangements (face B)
- Tony Kent – photographie

Crédits adaptés des notes d'accompagnement.

## Classements
| Classement (1977–78)                    | Meilleure position |
| --------------------------------------- | ------------------ |
| Belgique (Wallonie Ultratop 50 Singles) | 9                  |
| France (IFOP)                           | 5                  |
| France (GIEEPA)                         | 9                  |
| Italie (Musica e dischi)                | 27                 |
| Québec (Palmarès francophone)           | 17                 |

| Classement (1977) | Position |
| ----------------- | -------- |
| France (SNEP)     | 37       |